# Anthaxia amplithorax
Anthaxia amplithorax es una especie de escarabajo del género Anthaxia, familia Buprestidae. Fue descrita científicamente por Kerremans en 1903.